# Epidendrum gasteriferum
Epidendrum gasteriferum là một loài thực vật có hoa trong họ Lan. Loài này được Scheeren mô tả khoa học đầu tiên năm 1974.